# Marketing bankowy
Marketing bankowy – działalność podmiotów gospodarczych mającą na celu poznanie i dostosowanie się do potrzeb rynku oraz oddziaływanie na popyt i podaż, uwzględniając wymagania i preferencje finalnych nabywców.
Zatem koncepcja marketingu oznacza, że punktem wyjścia działalności podmiotów gospodarczych, są potrzeby i wymagania ostatecznych odbiorców, jak również dostosowanie się do zmiennych warunków rynkowych i wywieraniu wpływu na rynek dla osiągnięcia swoich celów.
Marketing bankowy to system zintegrowanych działań banku dostępnymi instrumentami w celu dostosowania się do potrzeb rynku, zaspokojenia tych potrzeb swoimi produktami, kreowania popytu na te produkty, a także poszukiwania nowych rynków lub nisz rynkowych oraz kształtowania i utrwalania pozytywnego wizerunku banku w społeczeństwie.

## Geneza marketingu bankowego
Zanim marketing bankowy osiągnął dzisiejszy kształt przeszedł 5 różnych etapów.
Pierwszy etap – określany jest jako era dystrybucyjna lub sprzedażowa. Wcześniej banki traktowane były jako świątynie, urzędnicy bankowi byli uznawani za ważniejszych niż inni obywatele, a klienci taktowani w sposób przedmiotowy. Ostatecznie jednak pojawienie się dużej konkurencji oraz zmiany popytowopodażowe na rynku usług finansowych spowodowały wystąpienie nadmiaru usług w stosunku do zgłaszanych potrzeb. Coraz więcej banków szukało sposobów, aby wyróżnić się wśród konkurencji. Zaczęto stosować reklamy w prasie, telewizji, stosowano różne formy promocji, np. rozdawano różnego rodzaju upominki. Działania te miały na celu przyciągnięcie jak największej liczby klientów i nakłonieniu ich do korzystania z usług banku.
Drugi etap –  Za podstawowe zadanie uznano pozyskiwanie klientów poprzez życzliwą, uprzejmą i właściwą obsługę klienta. Zmieniono wystrój banków, na bardziej przystępny (min zastąpiono kraty w okienkach szybami). Organizowano specjalne szkolenia dla pracowników, które miały stymulować postawy proklienckie wszystkich pracowników.
Trzeci etap – marketing jako innowacje – polegał na ciągłym wprowadzaniu unowocześnień, stosowaniu nowoczesnej techniki i technologii, aby usprawnić obsługę klientów. Wprowadzono takie innowacje jak np. karty kredytowe, bankomaty. Jednak przewaga zdobyta w ten sposób nie była trwała, gdyż nowe usługi były łatwe do skopiowania przez konkurencję. Ze względu na różnorodność wprowadzanych strategii innowacyjnych banki, które realizowały strategię ofensywną, stały się liderami nowych usług. Natomiast banki, które wprowadzały strategię defensywną były naśladowcami lidera.
Marketing jako pozycjonowanie to etap, w którym banki zaczęły stosować działania określane jako pozycjonowanie banku w świadomości klientów. Banki kreowały swój wizerunek na różne sposoby, jako banki bezpieczne, przyjacielskie, opłacalne, pewne. Stosowano w tym celu różnego rodzaju hasła reklamowe, np. Bank Przemysłowo-Handlowy – „Bank, który myśli o Tobie”, mBank – „maksimum korzyści i wygoda”, czy Getin Bank – „Bank dla Ciebie”. W celu zindywidualizowania swojego wizerunki banki opracowały własne logo. Logo przy pomocy symboli oraz kolorów określa charakter banku, jednostka staje się dla klientów bardziej zauważalna, łatwiejsza do rozróżnienia.
Czwarty etap – marketing zostaje traktowany jako długofalowe działania badawczo-planistyczne, których celem jest sformułowanie strategii rozwoju w określonej perspektywie. Aby osiągnąć sukces konieczne jest planowanie i wdrażanie działalności marketingowej, a następnie kontrolowanie jej efektu. Dodatkowo niezbędne jest przeszkolenie wszystkich pracowników oraz odpowiednie zintegrowanie ich pracy.